# Động đất Valentine 1931
Vào sáng ngày 16 tháng 8 năm 1931, một trận động đất mạnh đã xảy ra ở Tây Texas với cường độ lớn nhất theo thang đo Mercalli là VIII (Trầm trọng). Đây là trận động đất mạnh nhất từng được ghi nhận trong lịch sử Texas với cường độ được ước tính trong khoảng 5.8-6,4. Tâm chấn của trận động đất gần thị trấn Valentine, Texas. Trận động đất đã gây ra thiệt hại cho nhiều ngôi nhà và tòa nhà tại đây. Nó có thể được gây ra bởi sự di chuyển dọc theo đứt gãy trượt xiên ở Tây Texas, khu vực hoạt động địa chấn mạnh nhất trong tiểu bang. Rung chuyển từ trận động đất có thể cảm nhận được trong vòng 400 mi (640 km) từ tâm chấn, ảnh hưởng đến bốn tiểu bang của Hoa Kỳ và miền bắc Mexico. Một số tiền chấn và dư chấn đi kèm vẫn tiếp tục xảy ra đến ngày 3 tháng 11, 1931. Vụ động đất không gây thiệt hại nào về người, tuy nhiên lại gây ra thiệt hại kinh tế tại Valentine lên tới $50,000–$75,000 (tương đương $962,195–$1,443,293 năm 2023).

## Địa chất học

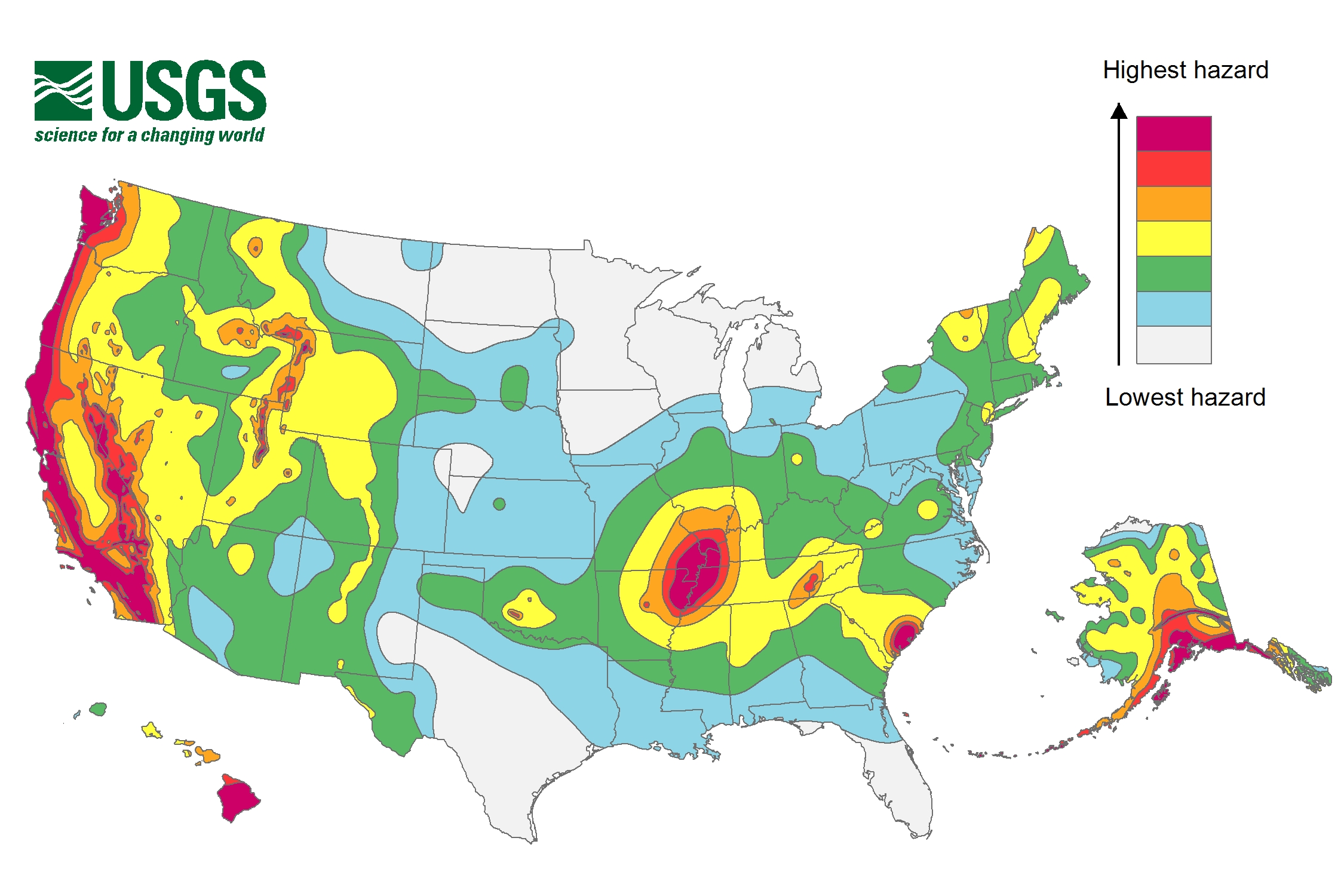
Tây Texas có nguy cơ địa chấn cao nhất so với bất kỳ vùng nào ở Texas.

Các trận động đất lớn trong lịch sử Texas thường xảy ra ở Tây Texas, là khu vực có hoạt động địa chấn mạnh nhất của bang. Động đất đã được báo cáo tại El Paso từ đầu năm 1887. Có một số đường đứt gãy trong khu vực, bao gồm đứt gãy Mayfield, đứt gãy Rim Rock và đứt gãy Valentine, ngoài ra còn có các địa điểm địa chất chính khác như nền lưu vực trung tâm, mảng kiến tạo Ouachita và đường đứt gãy Rio Grande. Trận động đất Valentine năm 1931 có thể được tạo ra bởi sự di chuyển dọc theo các đứt gãy Mayfield hoặc Rim Rock, mặc dù không có cuộc điều tra nào về sự dịch chuyển của đứt gãy được thực hiện trong khu vực sau trận động đất. :18–21Một  nghiên cứu được công bố trên Bản tin của Hiệp hội Địa chấn Hoa Kỳ vào năm 1987 cho rằng trận động đất được gây ra bởi đứt gãy thường hoặc đứt gãy trượt ở độ sâu 6 mi (10 km), với góc dốc 54° về phía đông, đường phương 10–20° và góc xiên –150°. Chấn động có thể dẫn đến sụt lún tới 4 in (11 mm) trong bán kính 10–20 mi (20–30 km) tại khu vực Valentine.:21 Mặc dù không có vết nứt bề mặt nào được báo cáo liên quan đến trận động đất dọc theo đường đứt gãy, các vết nứt trên bồi tích tại hẻm núi Quitman gần đó đã mở rộng sau trận động đất, với độ sâu 7 ft (2,1 m) và chiều rộng 3 ft (0,91 m) ít nhất 17 năm sau trận động đất.

### Động đất
Trận động đất chính xảy ra lúc 5:40 là Giờ chuẩn miền Trung (11:40 UTC) vào tháng 16 tháng 11 năm 1931, với tâm chấn gần tọa độ 30°30′07″B 104°34′30″T / 30,502°B 104,575°T, khoảng 7 mi (12 km) về phía tây nam của Valentine, Texas, và về phía đông nam của đứt gãy Rio Grande. Trận động đất có thể được cảm nhận được ở hầu hết các địa điểm tại Texas và một phần của Kansas, New Mexico, Oklahoma, bắc Mexico. Rung chấn có thể cảm nhận được từ vị trí cách 400 mi (640 km) từ tâm chấn. :147 Chấn tiêu của nó nằm bên dưới Thung lũng Lobo, một đồng bằng phù sa ở phía tây bắc. Các ước tính về cường độ của nó trong khoảng từ 5,6 – 6,4, khiến nó trở thành trận động đất mạnh nhất từng được ghi nhận ở Texas. Cục khảo sát Địa chất Hoa Kỳ (USGS) liệt kê trận động đất có cường độ 5,8 dựa trên biên độ của sóng địa chấn. Danh mục ISC–GEM tính toán trận động đất có cường độ M w 6,3. Các máy đo địa chấn ở tận St. Louis, Missouri, đã ghi lại được các tiền chấn và dư chấn bắt đầu từ ngày 16 tháng 8 và vẫn tiếp tục xảy ra sau trận động đất chính. Chấn động khiến nhiều người ngủ ngoài trời, đây có thể là nguyên nhân khiến ít thương vong xảy ra do trận động đất chính. Nhiều dư chấn xảy ra sau trận động đất, đặc biệt là trong 8 giờ sau đó. Dư chấn mạnh nhất xảy ra lúc 13 giờ 37 phút CST (19:37 UTC) vào ngày 18 tháng 8, làm nứt các bức tường tại Valentine và khiến đồng hồ ở El Paso dừng hoạt động. :153 Dư chấn có cường độ xấp xỉ 4,2 và cường độ lớn nhất là V (Trung bình). :152 Một dư chấn cường độ 3,0 hoặc 3,2 xảy ra gần Valentine lúc 9:50 giờ CST (15:50 UTC) vào ngày 3 tháng 11  và được phát hiện bởi máy đo địa chấn ở Tucson, Arizona. :153

## Thiệt hại

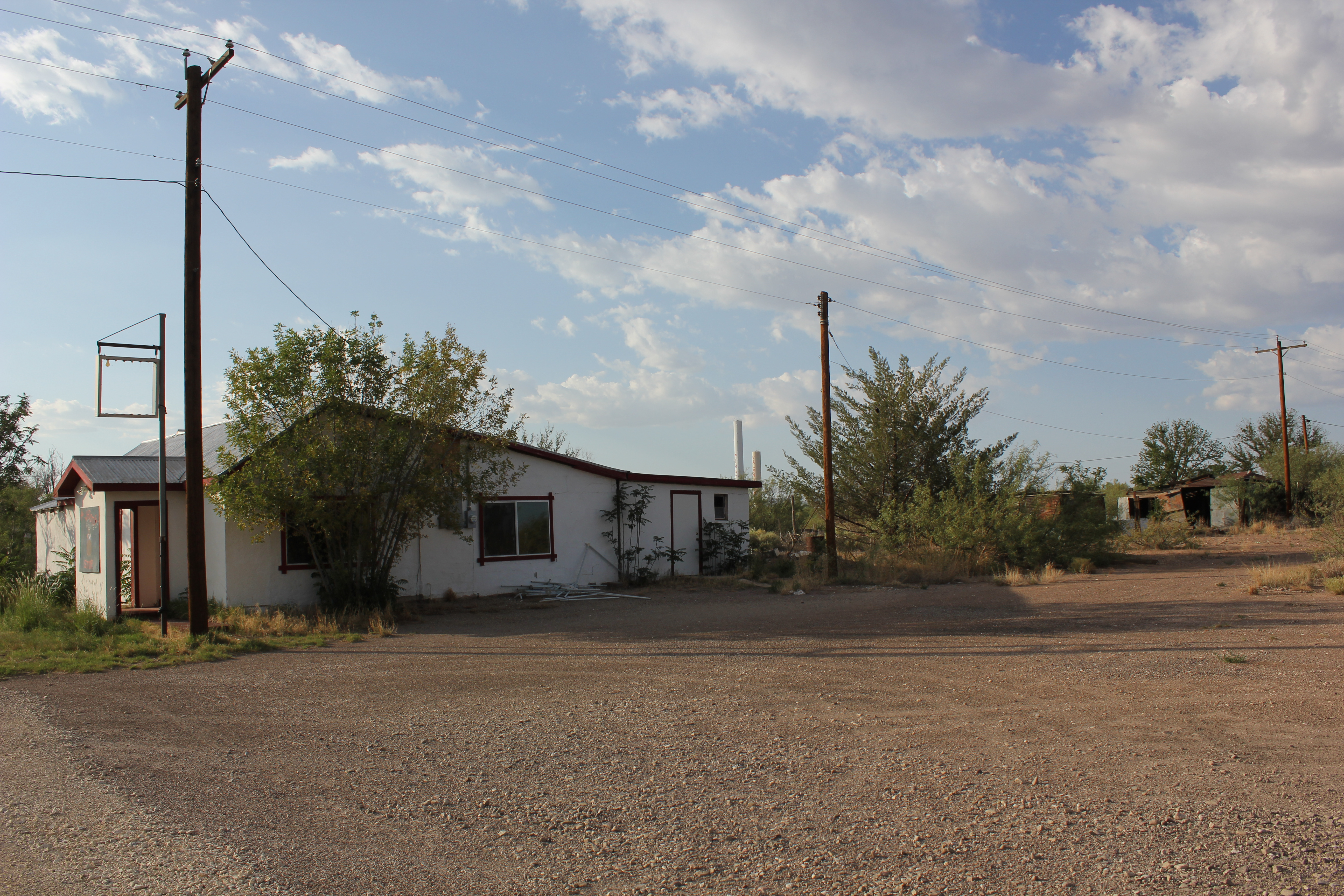
Valentine, Texas, năm 2014

Rung chuyển từ trận động đất xảy ra mạnh nhất ở khu vực Valentine, Texas. Tại đây, cường độ rung lắc đạt đến cấp VIII (Rất mạnh) trên thang đo Rossi–Forel và cấp VIII (Nghiêm trọng) trên thang đo Mercalli sửa đổi. Mọi tòa nhà trong thị trấn ngoại trừ những tòa nhà làm từ khung gỗ đều bị hư hại. Nhiều ống khói bị lật hoặc nứt sau trận động đất. Cơ sở trường học địa phương đã bị thiệt hại nặng và không thể sửa chữa, trên sân trường còn xuất hiện những vết nứt nhỏ. Các tòa nhà xây bằng gạch nung bị sập tường, trong khi các công trình kiến trúc bằng gỗ thì bị nứt trần nhà. Các bức tường khác làm bằng bê tông, gạch và các vật liệu tương tự có những vết nứt lớn. Thiệt hại cũng xảy ra ở các quận Brewster, Culberson, Jeff Davis và Presidio. Vụ động đất không gây từ vong mà chỉ có một số thương tích nhẹ do gạch adobe rơi xuống. :149 Tổng thiệt hại tại Valentine lên tới $50,000–$75,000.
Rung chấn từ trận động đất cũng ảnh hưởng đến Texas Panhandle, làm rung chuyển các tòa nhà và đánh thức người dân vào rạng sáng. Cường độ Mercalli ở Houston được ước tính cao tới mức III (Yếu). Rung chấn nhẹ cũng xuất hiện ở Ciudad Jiménez, cách Valentine 250 mi (410 km) về phía nam ở Mexico. Mặc dù tờ Houston Post-Dispatch cho rằng việc một số ngôi nhà ở Thành phố Oaxaca bị sập là do trận động đất Valentine gây ra, tuy nhiên thành phố cách tâm chấn tới 1.080 dặm (1.750 km), do đó nguyên nhân được dự đoán là do một trận động đất cục bộ gây ra. :151 Một số vụ lở đất đã xảy ra do trận động đất ở Dãi núi Van Horn, Dãy núi Chisos, phía tây nam Lobo, Big Bend, và gần Porvenir. Tại New Mexico, dãy núi Guadalupe và Picacho cũng xuất hiện lở đất. Các vấn đề về thủy văn cũng xảy ra ở một số vùng nước nhân tạo, dẫn đến nước bị đục.